# یوان آندونه
یوان آندونه (رومانیایی: Ioan Andone؛ زادهٔ ۱۵ مارس ۱۹۶۰) بازیکن سابق و مربی فوتبال اهل رومانی است.
از باشگاه‌هایی که در آن بازی کرده‌است می‌توان به باشگاه فوتبال دینامو بخارست، باشگاه فوتبال الچه، و باشگاه فوتبال هیرنفین اشاره کرد.
وی همچنین در تیم‌های ملی فوتبال زیر ۲۰ سال رومانی و رومانی بازی کرده‌است.